# Homer (Town, New York)
Homer ist eine Town(ship) im Staat New York im Cortland (Cortland County). Der Name stammt vom griechischen Dichter Homer. Die Stadt wurde 1791 von Joseph und Rhoda Beede und dem Bruder von Rhoda, Amos Todd, gegründet.
Es gibt innerhalb der Town of Homer auch ein Village namens Homer.

## Geographie
Die Gesamtfläche beträgt 131,2 Quadratkilometer, 0,59 % davon ist Wasser. Homer ist von New York City ca. 285 km (Luftlinie) entfernt.

## Demographie
Homer hat (gemäß dem Zensus im Jahr 2010 durch das United States Census Bureau) 6405 Einwohner.

## Söhne und Töchter der Stadt
- Horatio Ballard (1803–1879), Jurist und Politiker (Demokratische Partei)
- Amelia Bloomer (1818–1894), Frauenrechtlerin
- Andrew Dickson White (1832–1918), Diplomat, Schriftsteller und Pädagoge

## Weblinks

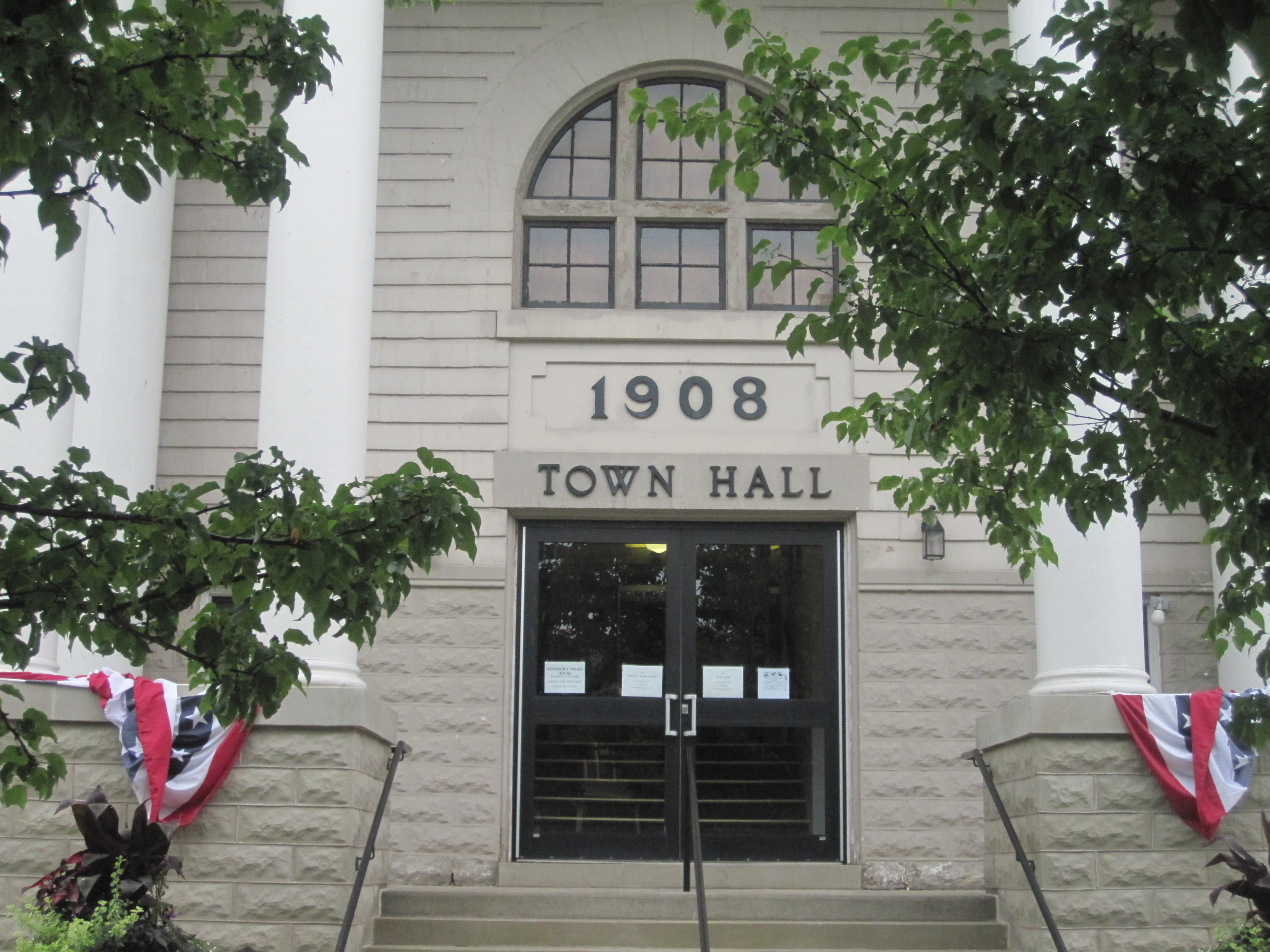
Homer, Town Hall